# Generaalshuis
Het Generaalshuis, oorspronkelijk huis De Ceuleneer genaamd, is een groot huis (hôtel particulier of stadspaleis) aan de noordzijde van het Vrijthof in de Nederlandse stad Maastricht. Het gebouw bevindt zich op een historisch belangrijke plek, waar waarschijnlijk een vroeg-middeleeuwse palts heeft gestaan. Het Generaalshuis werd begin 19e eeuw gebouwd in neoclassicistische stijl, op de fundamenten van de kapel van het kort daarvoor opgeheven Wittevrouwenklooster. Enkele kalkstenen kelderbogen van dit klooster zijn nog altijd zichtbaar in de foyer van het Theater aan het Vrijthof, dat sinds 1992 gebruikmaakt van het gebouw.

## Geschiedenis

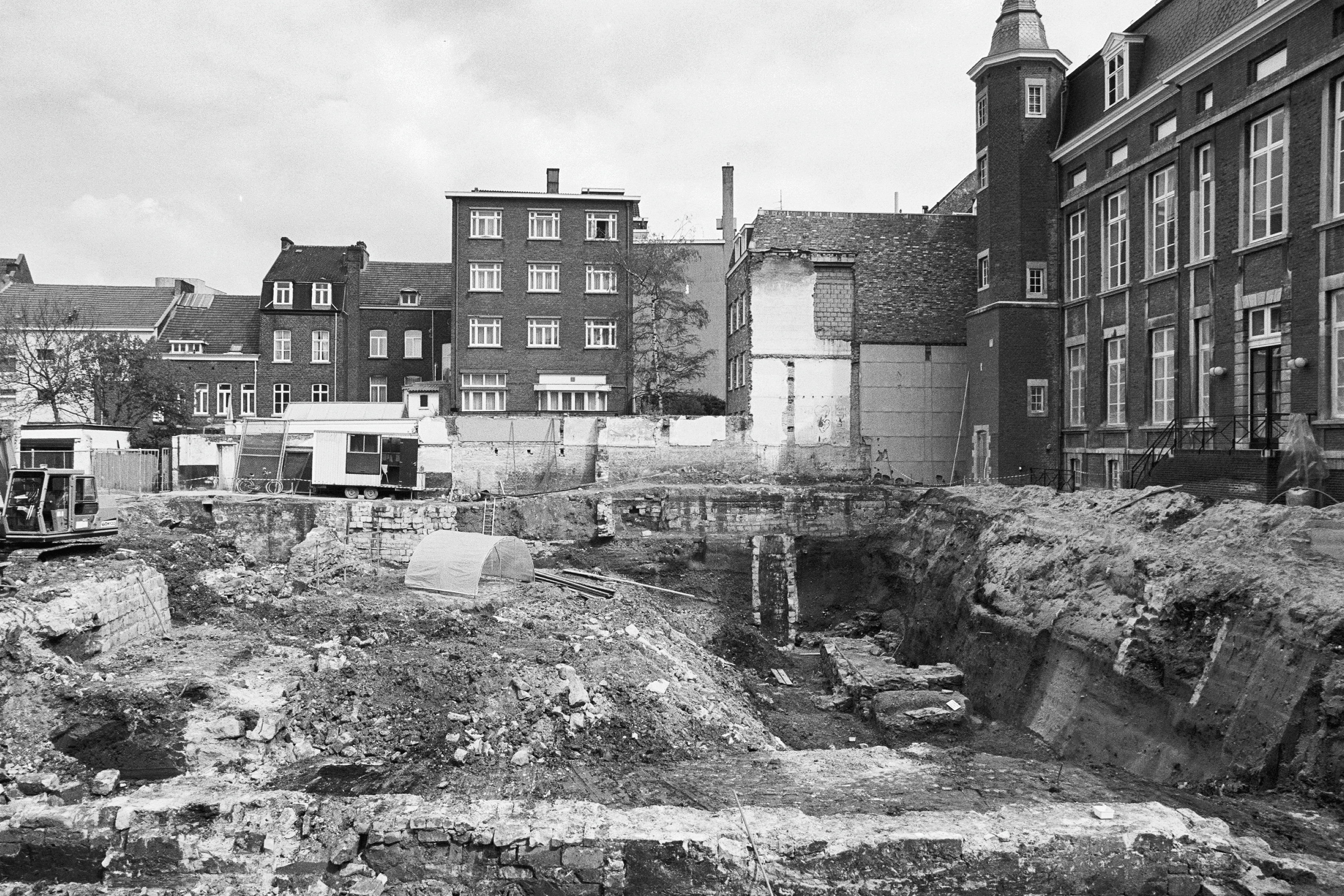
Opgraving achter het Generaalshuis, 1989

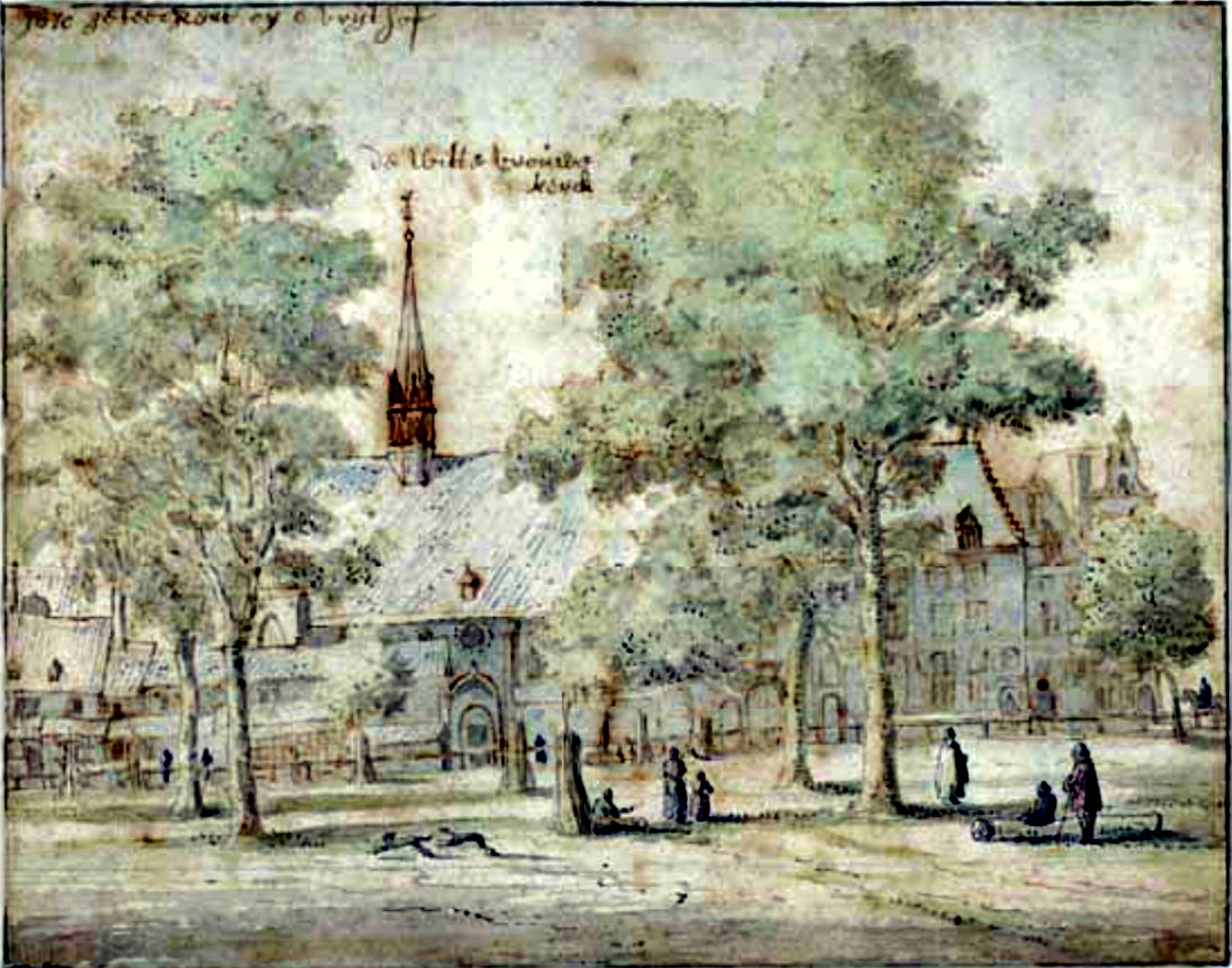
Het Wittevrouwenklooster in 1670

### Middeleeuwse palts
Voorafgaand aan de nieuwbouw van het Theater aan het Vrijthof en na de sloop van enkele zestiende- en zeventiende-eeuwse overblijfselen van het Wittevrouwenklooster, vond in 1988-'89 een archeologische opgraving plaats door het Gemeentelijk Oudheidkundig Bodemonderzoek Maastricht (GOBM) onder leiding van T. Panhuysen en R. Hulst. Hiertoe werd het gebied tussen het Generaalshuis en de dertiende-eeuwse stadsmuur tot op enkele meters diepte ontgraven. Daarbij werden weinig cultuursporen uit de Romeinse en vroegmiddeleeuwse periode aangetroffen, hoewel het terrein grenst aan de heerbaan Keulen - Boulogne-sur-Mer (Via Belgica). Wel stootte men op de zeer zware fundamenten van het noordelijk deel van een monumentaal bouwwerk, waarschijnlijk een palts uit de tiende of elfde eeuw. Wellicht gaat het hierbij om het hertogelijk paleis van Karel van Neder-Lotharingen of een van zijn voorgangers. Deze vondst geeft nieuwe betekenis aan de mededeling van de elfde-eeuwse schrijver Jocundus, dat Maastricht in de tiende eeuw de hoofdstad van Lotharingen was. De opgravingen zijn zichtbaar gemaakt door middel van contrasterende tegels in de vloer van de benedenfoyer van het theater.

### Wittevrouwenklooster (1224-1803)
Het Maastrichtse Wittevrouwenklooster werd mogelijk omstreeks 1230 gesticht. In 1253 werd het voor het eerst in een bewaard gebleven akte genoemd. Het betrof een klooster van Magdalenerinnen, waarvan de eerste vestiging in 1226 in Worms plaats had. De in 1227 door de paus goedgekeurde kloosterorde was gesticht om "gevallen vrouwen" op te vangen, die in het klooster boete zouden kunnen doen. Deze vrouwen stonden bekend als 'penitenten van de Heilige Maria Magdalena' en leefden volgens de kloosterregel van Augustinus. De naam 'Witte Vrouwen' dankten de zusters aan hun geheel witte habijt en sluier. In 1268 werd het klooster verwoest, waarna het geleidelijk werd herbouwd. Volgens het laat-middeleeuwse mirakelspel Mariken van Nieumeghen zou de hoofdpersoon Mariken de laatste vijfentwintig jaren van haar leven in dit klooster hebben doorgebracht.
In 1794 raakte het Wittevrouwenklooster beschadigd door beschietingen van Franse troepen onder generaal Kléber. In 1796 werd het klooster, zoals alle andere kloosters en kapittels in Maastricht, door de nieuwe Franse machthebbers opgeheven. Alle kloostergoederen, waaronder de gebouwen en tuinen aan het Vrijthof, het buitenverblijf Wittevrouwenhof in Scharn en uitgestrekte landerijen in het gebied Wittevrouwenveld, werden door de staat geconfisqueerd. De kloostergebouwen en de kapel werden een aantal jaren als opslagruimte gebruikt, alvorens verkocht te worden.

### Generaalshuis (stadspaleis, 1805-1914)

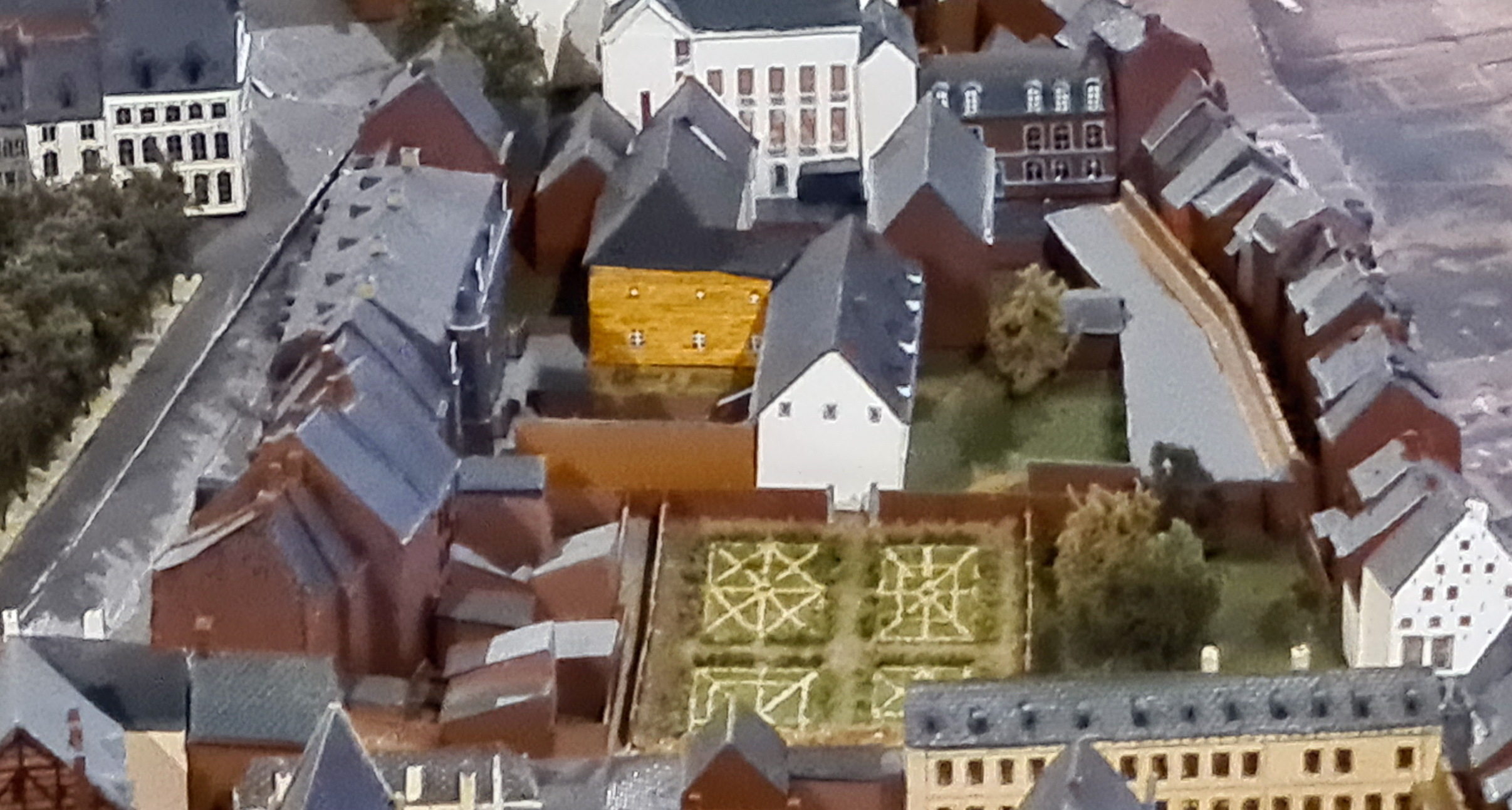
Detail van de (nog onvoltooide) maquette Maastricht 1867, gezien vanuit het zuiden. Op de voorgrond de tuin aan de Helmstraat

In 1803 kocht de rijke grootgrondbezitter, handelaar in tabak en meekrap, en politicus Petrus Franciscus de Ceuleneer (1743-1814) het leegstaande klooster aan het Vrijthof om het vervolgens (gedeeltelijk) te laten slopen en op het terrein het huidige Generaalshuis te bouwen. De Ceuleneer gaf opdracht aan de historieschilder, tekenleraar en architect François Hermans (1745-1804) om een groot stadspaleis te ontwerpen in de toen populaire neoclassicistische stijl. Het huis verrees op de fundamenten van de gesloopte kloosterkapel. Op een plattegrond van het complex van architect Hermans is te zien hoe uitgestrekt het terrein was en hoeveel van de oorspronkelijke kloosterbebouwing aanvankelijk nog aanwezig was (deels in gebruik als fabriek of opslagplaats). Op een terrein grenzend aan de Helmstraat werd een Franse tuin aangelegd, volgens het bijschrift een "jardin potager et d'agrément" (groente- en siertuin). Een ontwerptekening van de façade laat zien dat niet alle door Hermans voorgestelde decoraties zijn uitgevoerd. Andere werden juist toegevoegd.
In 1825 kocht baron B.J.C. Dibbets, dan commandant van de vesting Maastricht, het huis van De Ceuleneer voor 35.640 gulden. Naar deze baron Dibbets, later generaal en opperbevelhebber van de vesting Maastricht, verwijst de naam van het Generaalshuis. Na Dibbets hebben nog een aantal notabelen in het Generaalshuis gewoond, waaronder de luitenant-generaals F.B.A.P. van der Capellen en A.J.J. des Tombe, plaatselijk bekend als "de Stoomp", beiden eveneens opperbevelhebbers van Maastricht. In 1842 woonde hier de betaalmeester jhr. mr. Adrianus van Riemsdijk (1777-1855), "agent van de algemene rijkskassen" en lid van Provinciale Staten van Limburg.

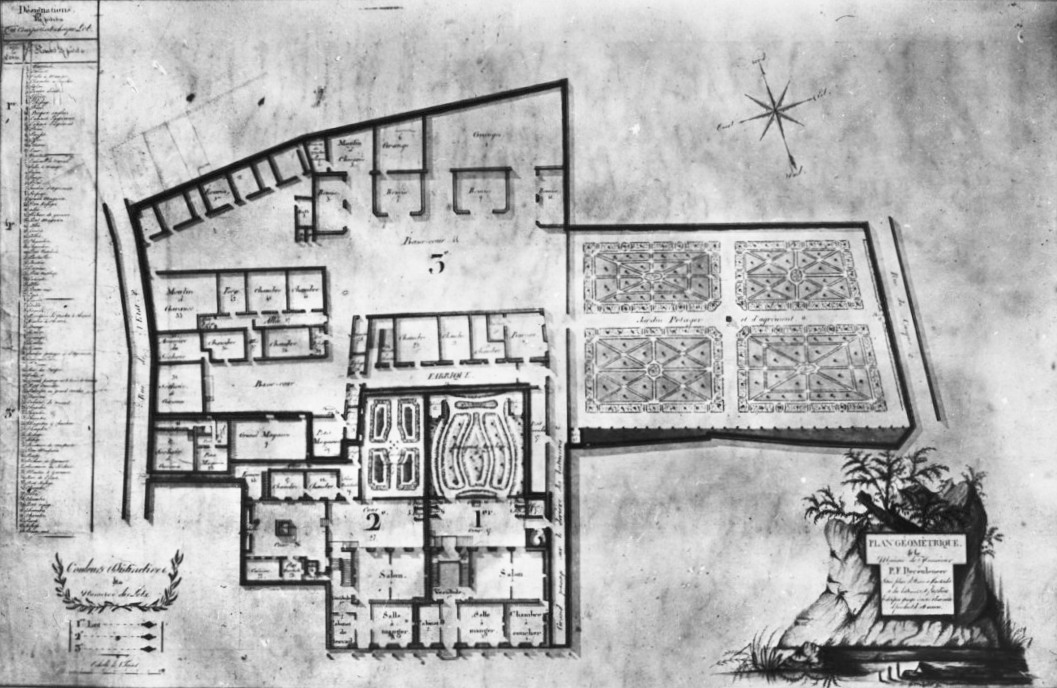
Plattegrond door architect Hermans, ca. 1805
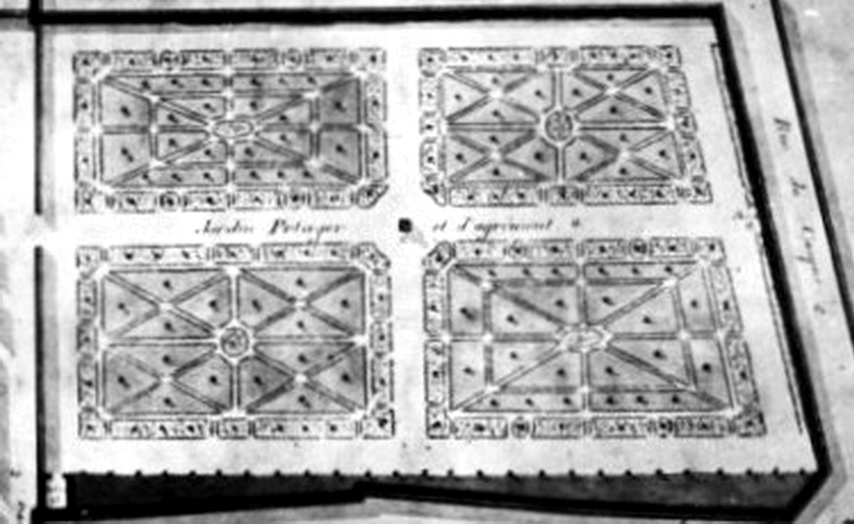
Idem, detail tuinontwerp ("jardin potager et d'agrément")
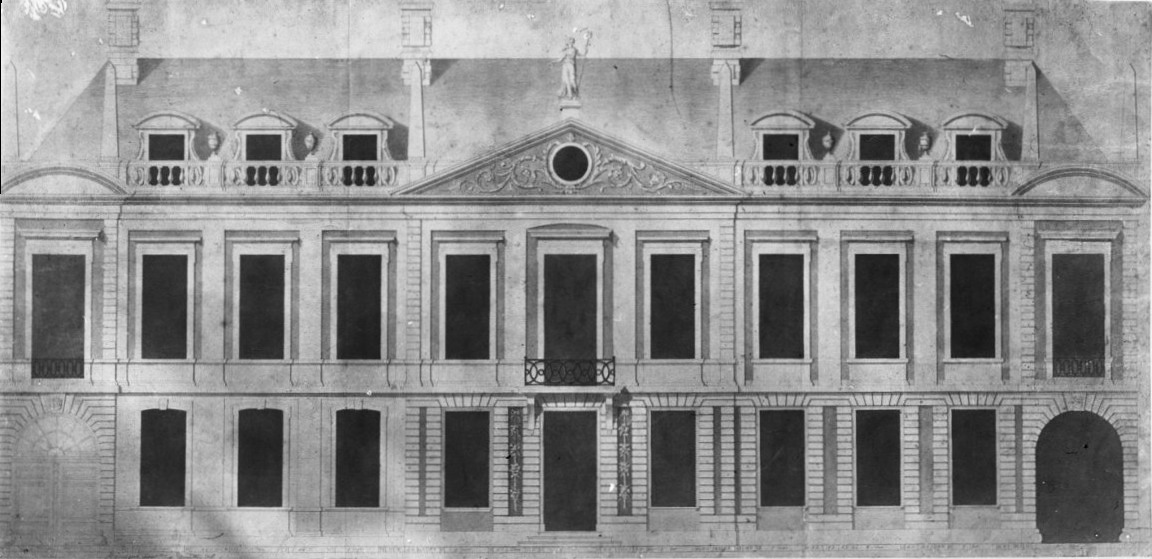
Bouwtekening voorgevel door Hermans, ca. 1805
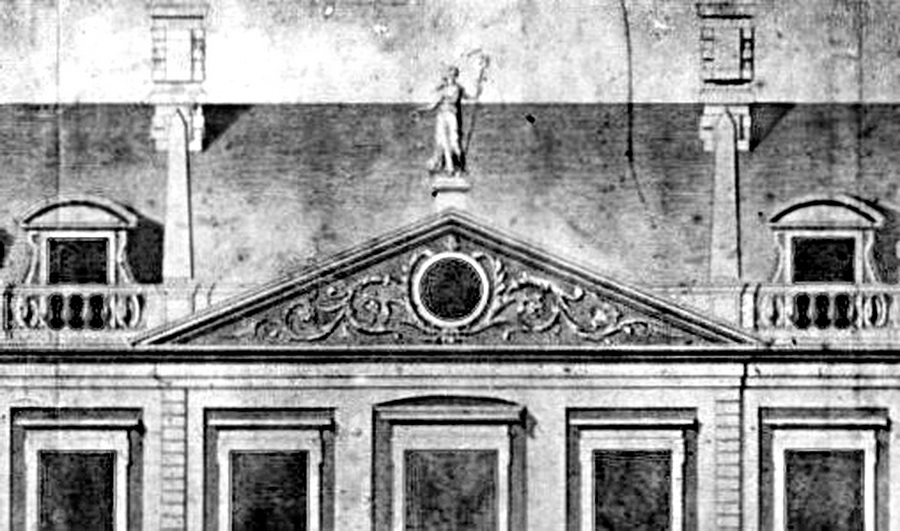
Idem, niet-uitgevoerde details (balustrades, obelisken, beeld)

### Generaalshuis (publieke functies, 1914-1985)

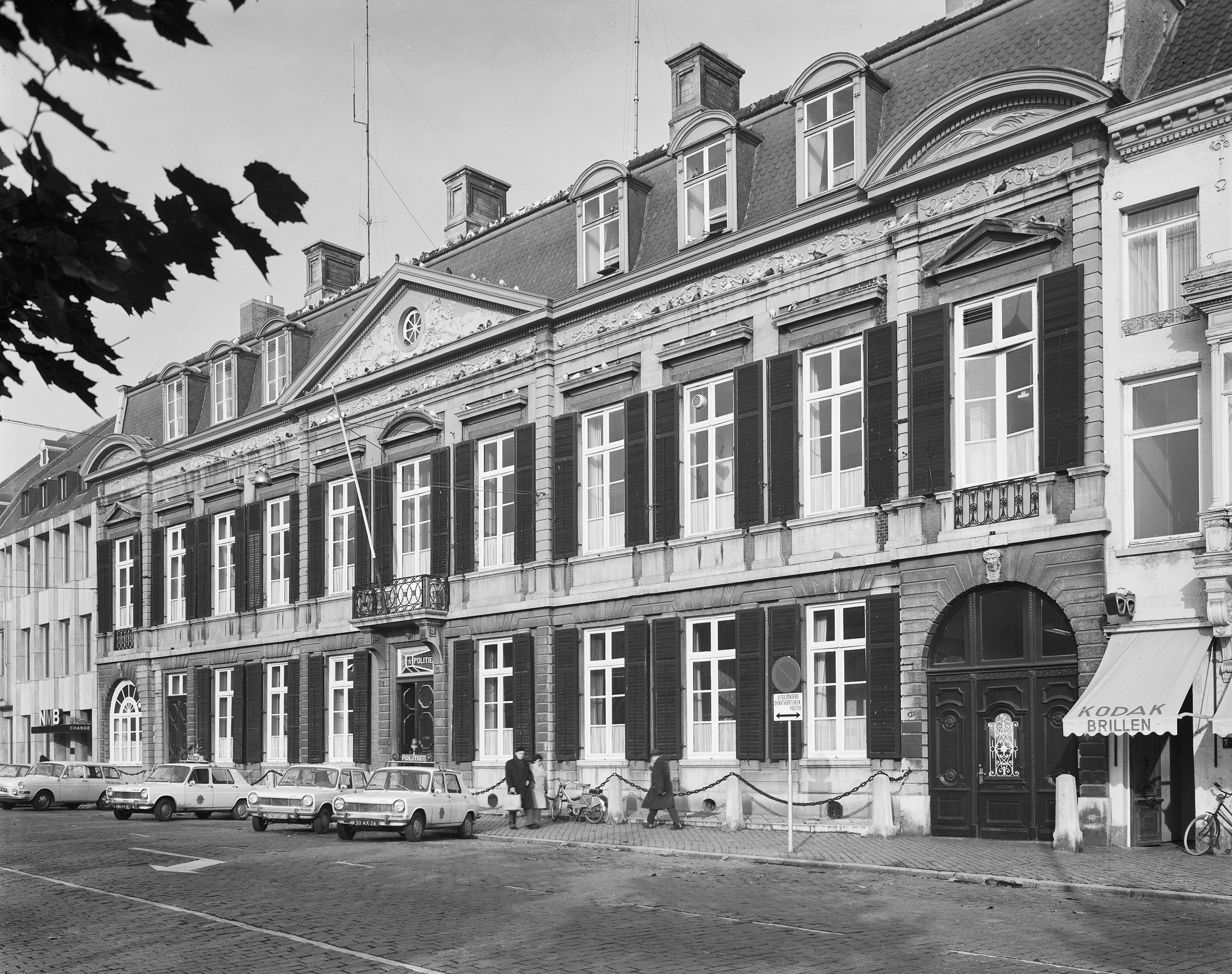
Het Generaalshuis in 1974: politiebureau (links) en bibliotheek (rechts)

Het Generaalshuis werd in 1888 gesplitst in drie delen, die de huisnummers 45, 46 en 47 kregen. Nummer 47 werd in 1914 door de kooplieden Caan en Heumann aan de stad Maastricht verkocht, waarna dit deel onderdak bood aan diverse overheidsdiensten:
- Bureau van de gemeenteontvanger (1915-1962)
- Politiebureau (1915-1978)
- Stadsbibliotheek (1914-1977)
- Stadsarchief (1914-1977)
- Stedelijk museum (1925-1942)
- Conservatorium (1978-1985)

### Theater aan het Vrijthof (1985-nu)
In 1985 werd begonnen met de restauratie van het Generaalshuis, dat door achterstallig onderhoud in zeer slechte staat verkeerde. Om als volwaardig theater te kunnen fungeren werd achter het Generaalshuis een theaterzaal gebouwd. Een aantal nog bestaande gebouwen van het Witte Vrouwenklooster moesten hiervoor wijken. In december 1989 werd met de bouw van de zaal begonnen, naar een ontwerp van architect Arno Meijs. In maart 1992 werd het Theater aan het Vrijthof officieel geopend. Het gerestaureerde Generaalshuis doet thans dienst als entree, kassahal, foyer, theatercafé, kleine zaal en kantoorvleugel.

## Kunsthistorische beschrijving

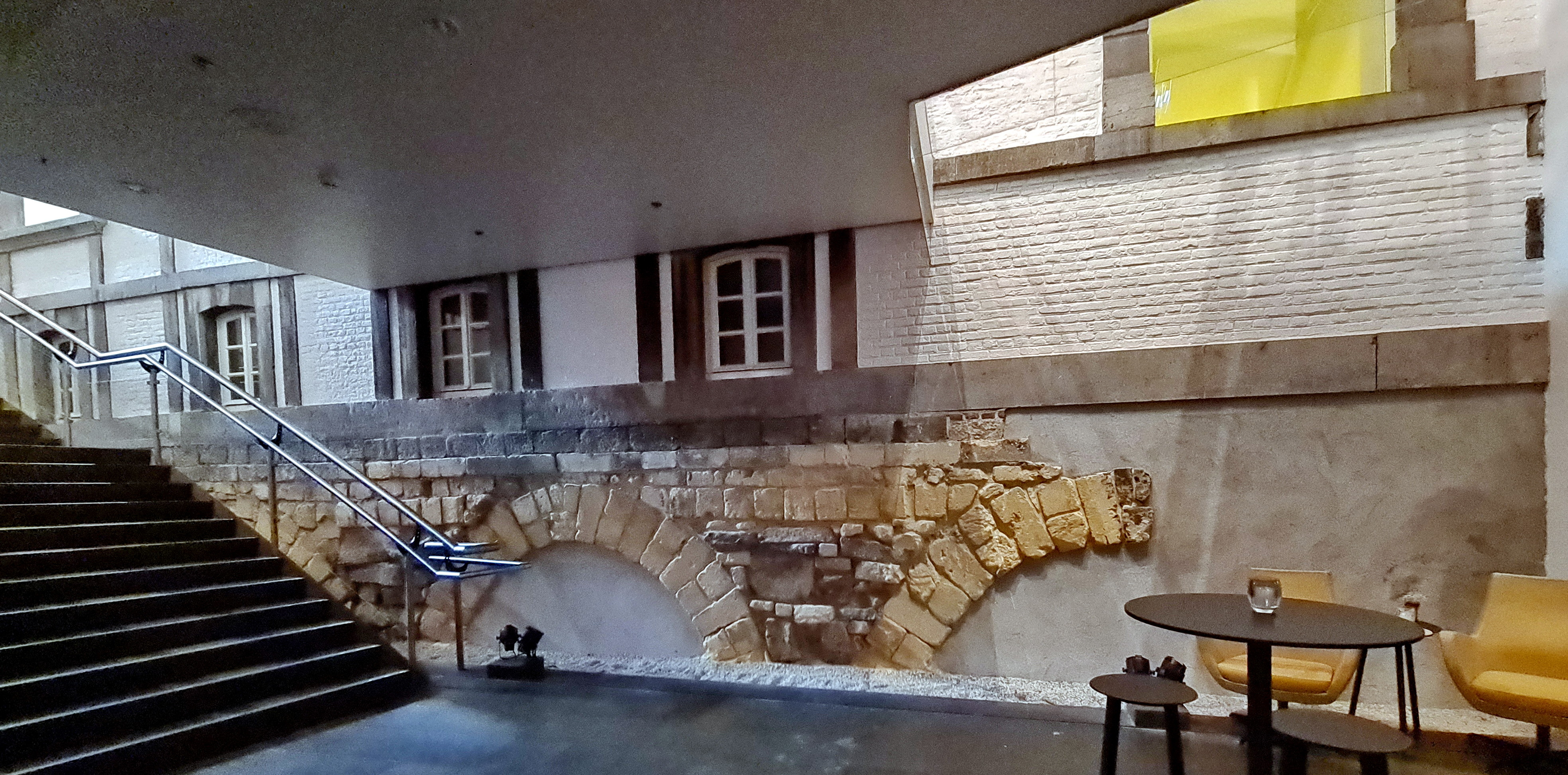
Muurrestanten in de theaterfoyer. Onder: Wittevrouwenklooster; boven Generaalshuis

### Exterieur
Het generaalshuis is gebouwd in classicistische stijl. Deze stijl is herkenbaar in de strikt symmetrische gevelcompositie, de risalieten bekroond door frontons, decoraties in de voorgevel en in de interieurs. In het middenfronton in de voorgevel worden de landbouw en handel uitgebeeld in zandstenen reliëfs naar een ontwerp van beeldhouwer Matthieu Tombay uit Luik. De traptoren aan de achterzijde is vermoedelijk zeventiende-eeuws en was ooit onderdeel van het Wittevrouwenklooster. Architect Hermans hergebruikte het voor het Generaalshuis. Het deels vierkante, deels achthoekige torentje is sinds 1990 geheel opgenomen in de nieuwbouw van het theater; alleen het helmdak van de torenbekroning steekt boven het dak uit. Vanuit de theaterfoyer heeft men zicht op delen van de achtergevel van het Generaalshuis. Achter de nieuwbouw van het theater is nog een klein gedeelte van de eerste stadsmuur te zien.

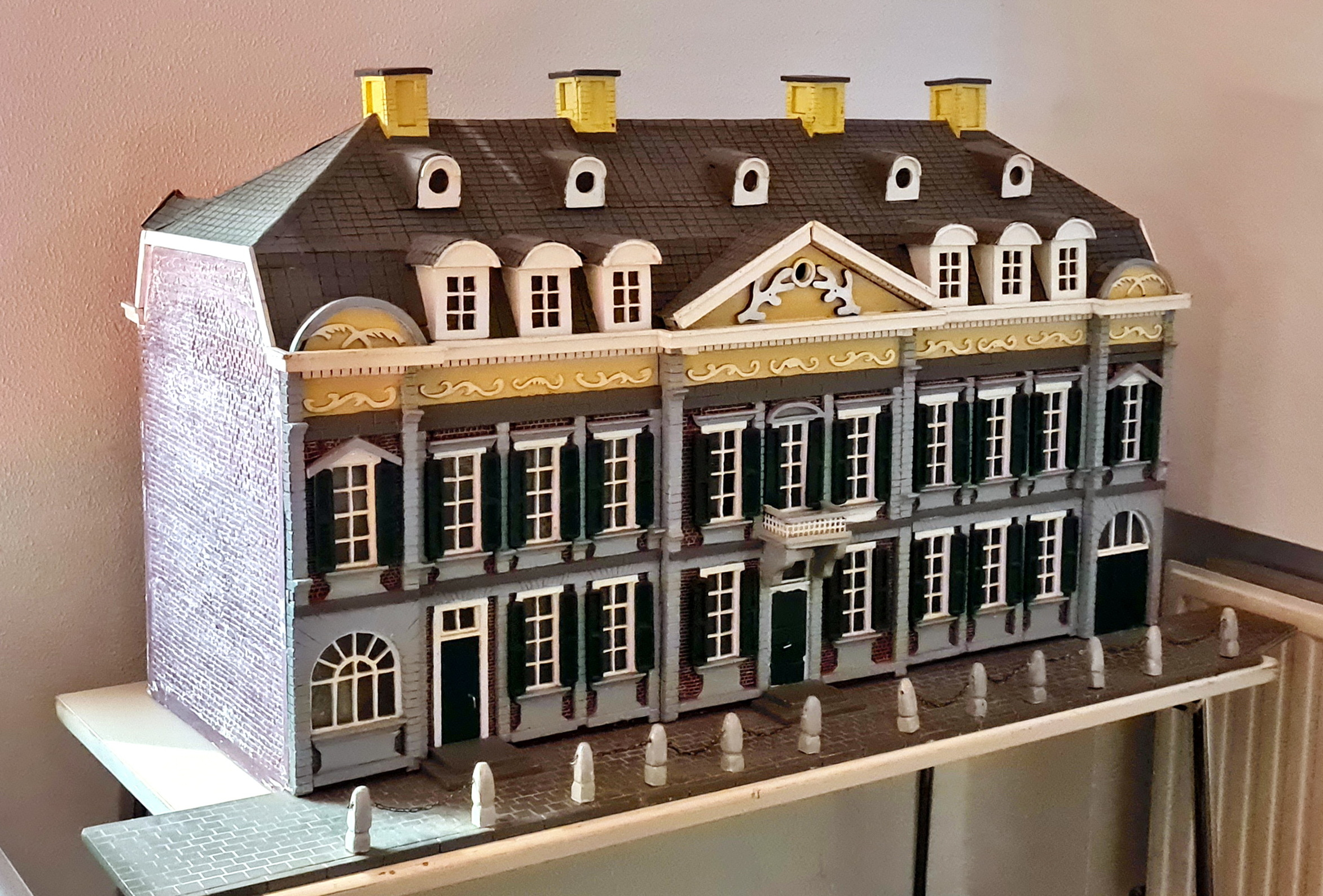
Maquette in de foyer van het theater
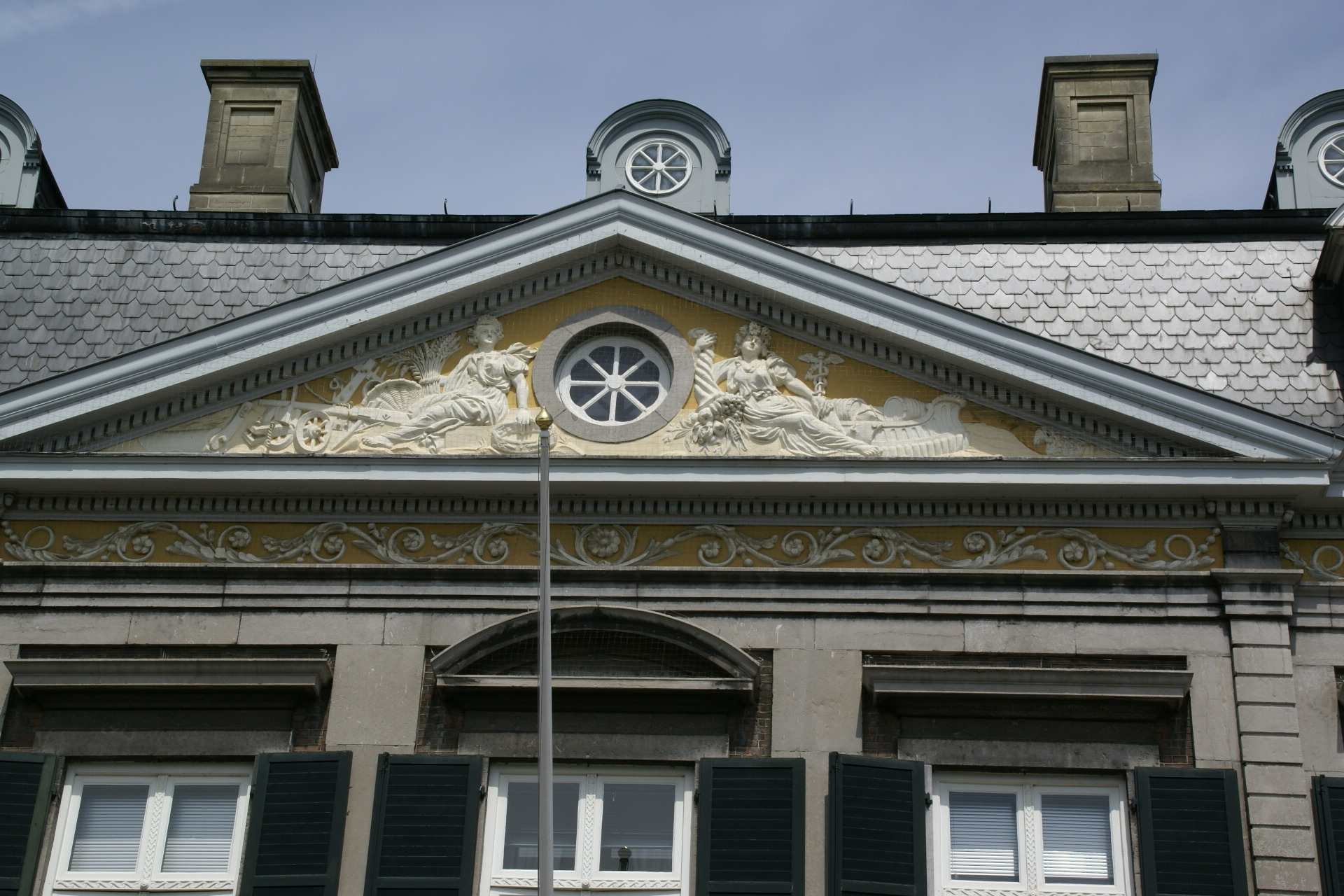
Detail Vrijthofgevel: gebeeldhouwd fronton
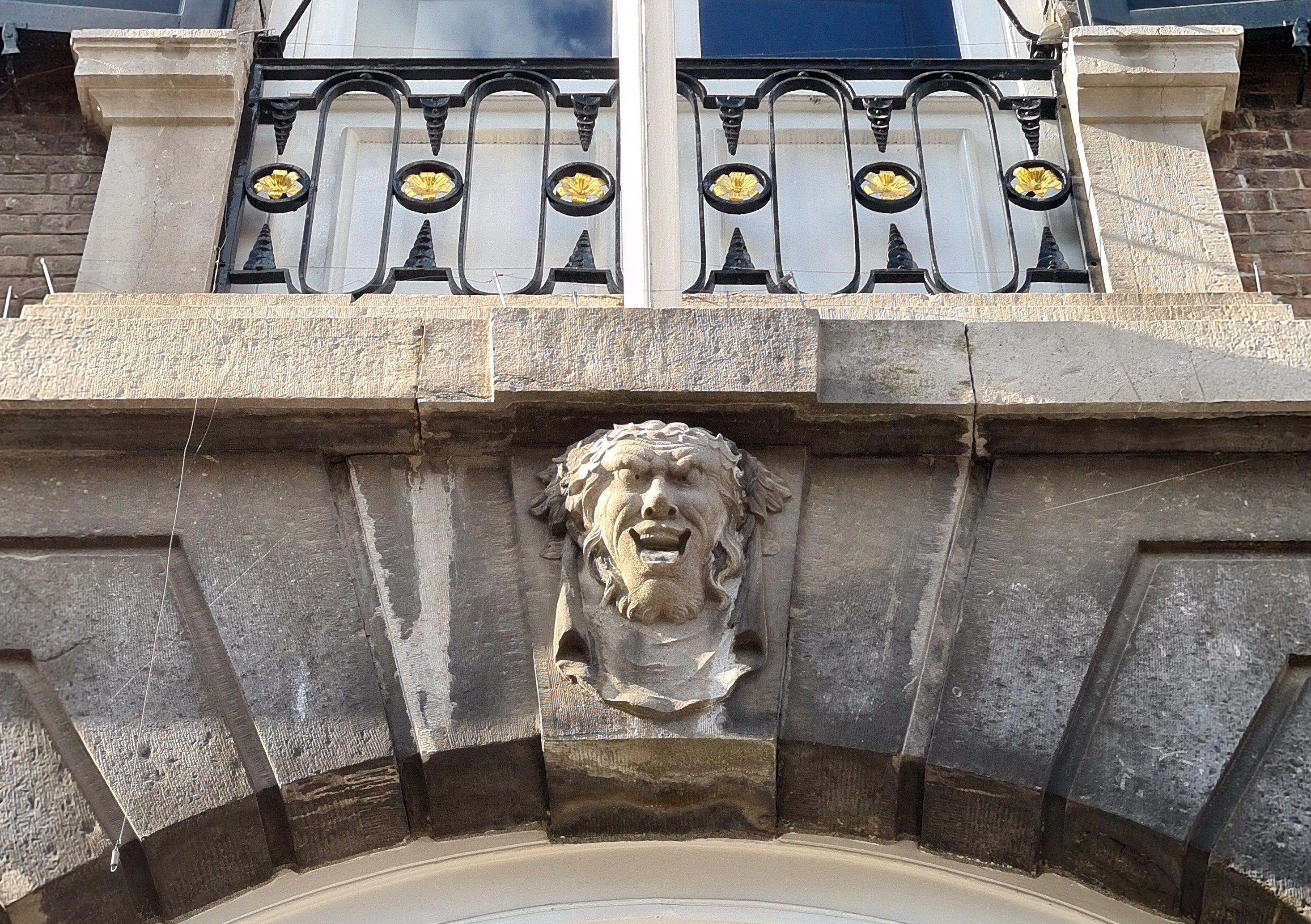
Idem: gebeeldhouwde sluitsteen en balkon
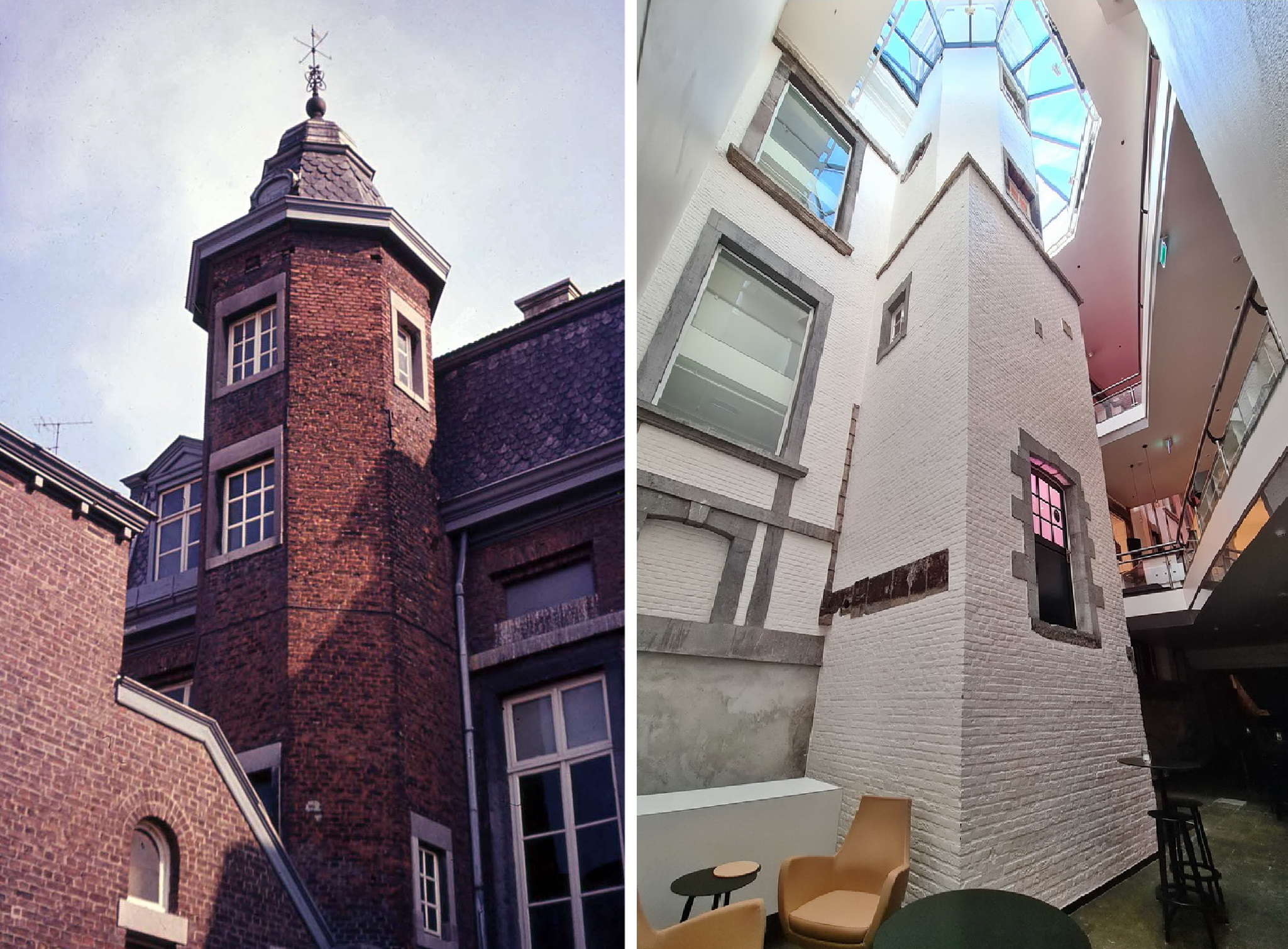
Montagefoto traptorentje, in 1969 (links) en 2025 (rechts)

### Interieur
Het interieur is nog deels oorspronkelijk. Zo zijn nog diverse paneeldeuren, lambriseringen en neoclassicistisch sierstucwerk aanwezig in de diverse gangen en salons. De Luikse schilder Charles Soubre schilderde in 1860 een achttal panelen in de veelgebruikte trouwzaal, de Edmond Hustinxzaal. Zij personifiëren de vier jaargetijden, de vier elementen en de vier kunsten: architectuur, beeldhouwkunst, schilderkunst en poëzie. Omstreeks 2014 zijn diverse salons in paarsrode auberginetinten geschilderd, waardoor de detaillering van het stucwerk moeilijk te onderscheiden is.

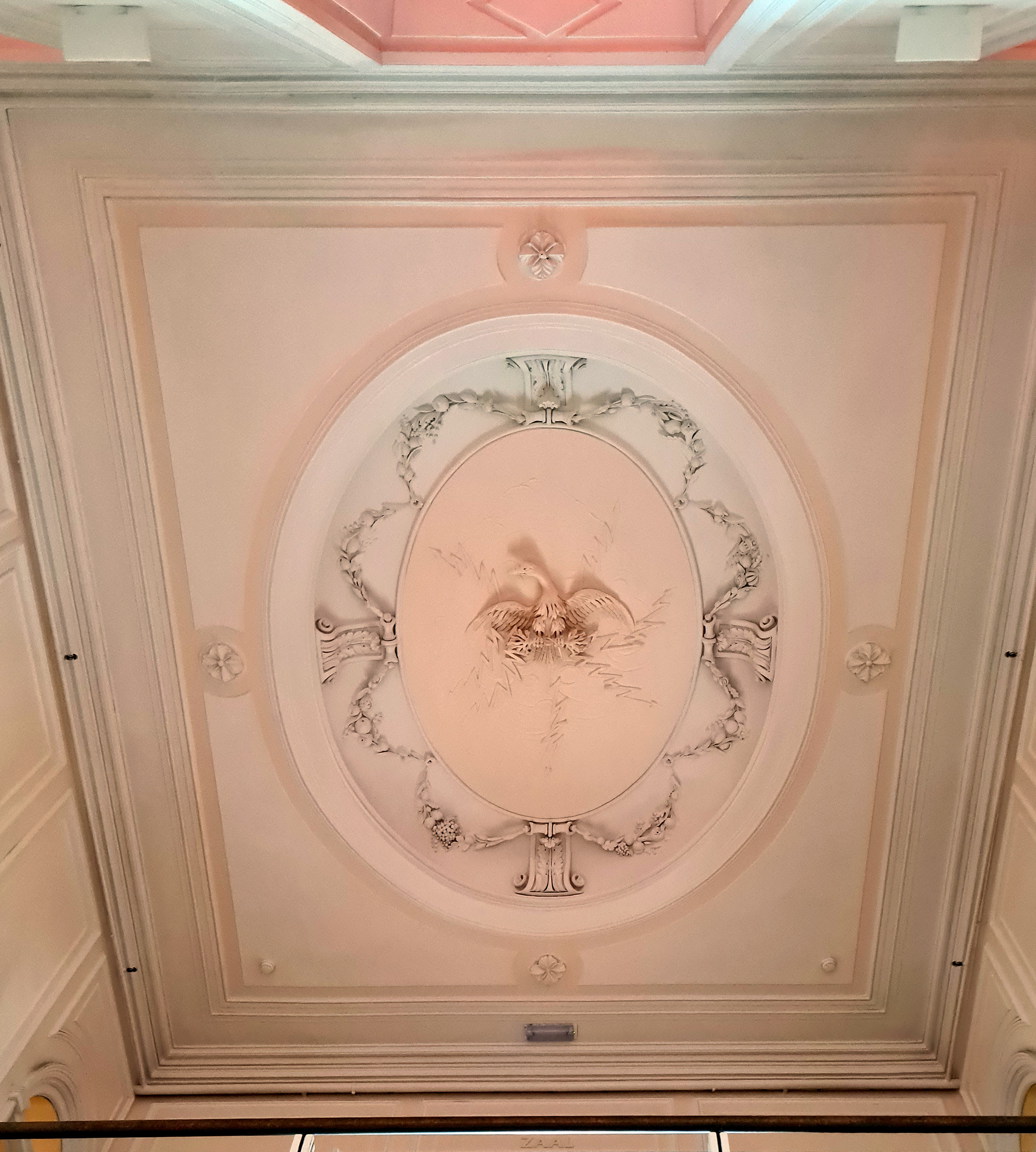
Gestuct plafond vestibule, nu entreehal theater
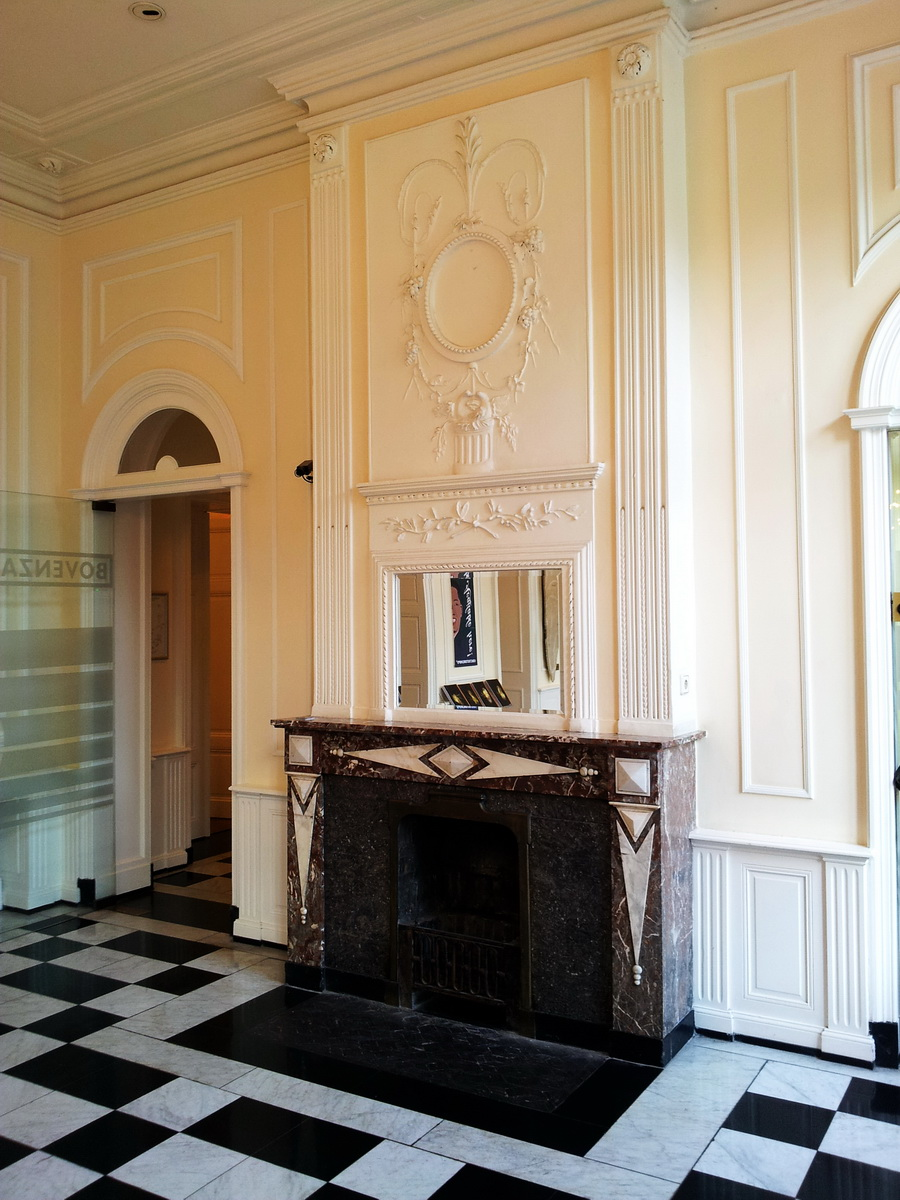
Schoorsteenmantel salon oostvleugel, thans theaterhal
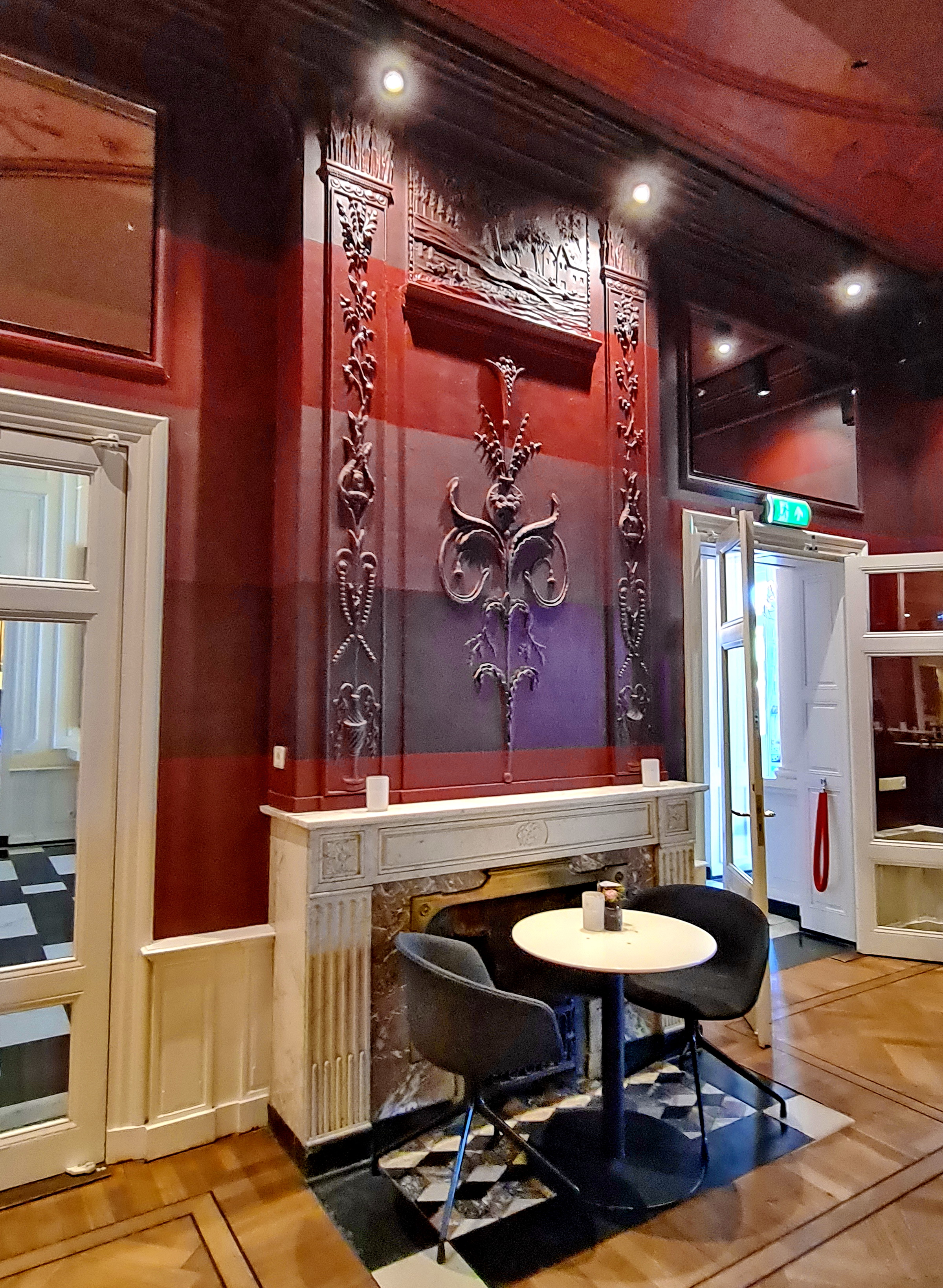
Schoorsteenmantel salon westvleugel, nu theatercafé
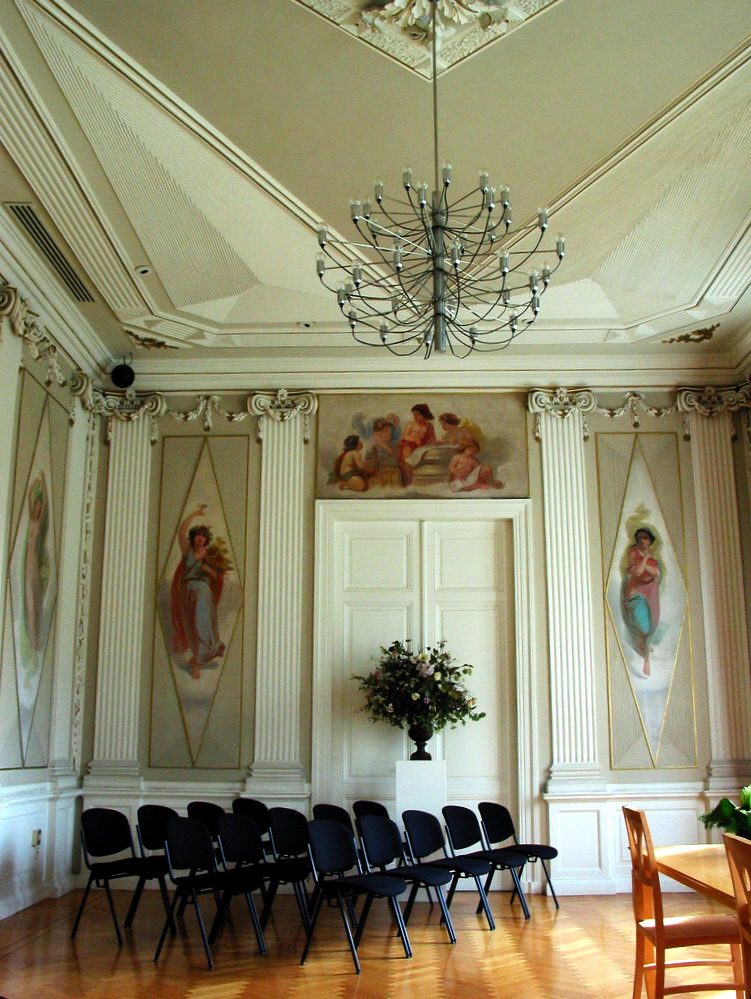
Edmond Hustinxzaal met sierstucwerk en schilderingen